# El Nazareno (Los Realejos)

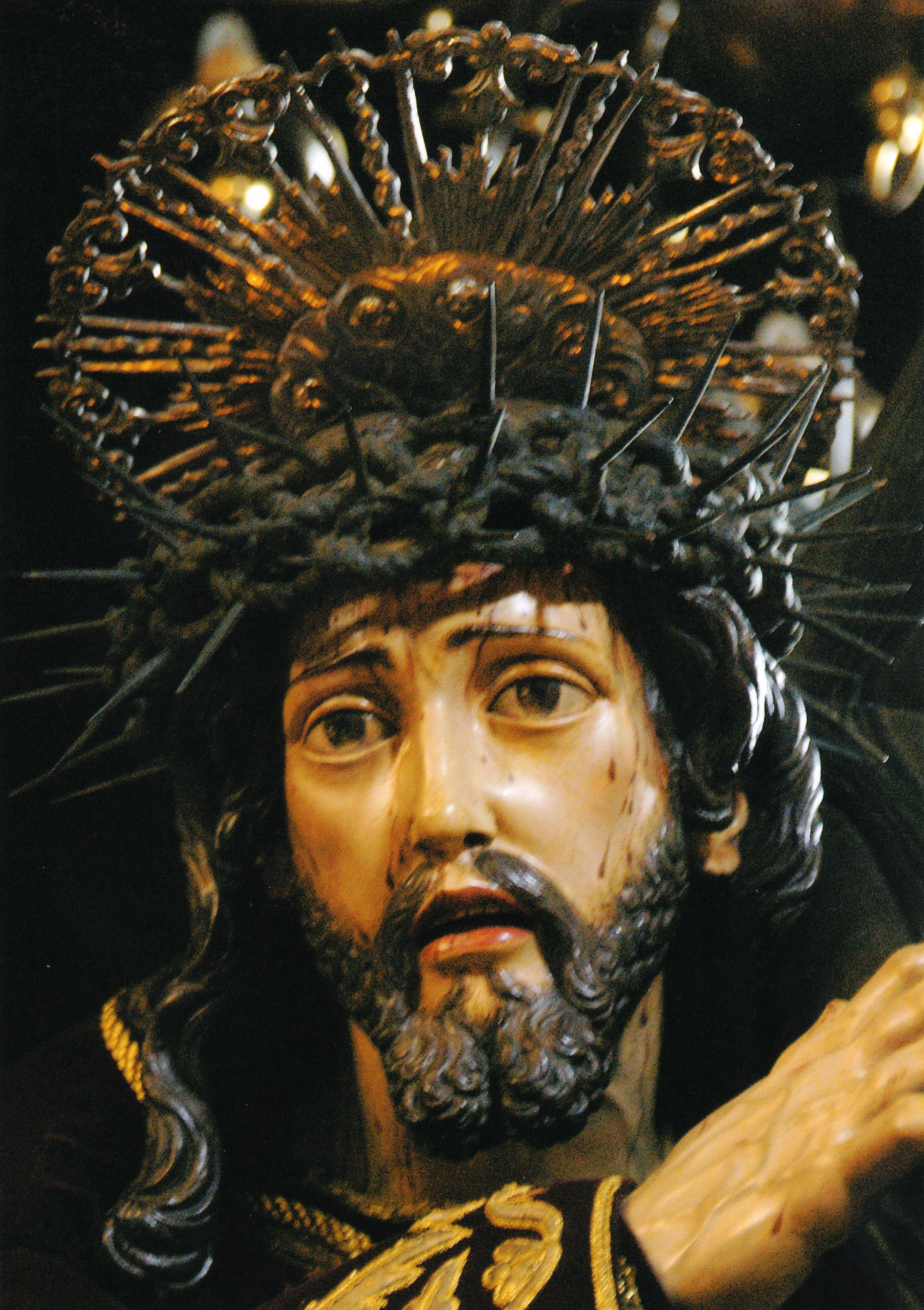
El Nazareno. Martín de Andújar Cantos. (1637).

El Nazareno es una pieza de imaginería tallada en madera de barbuzano, según descubriera el imaginero y restaurador Ezequiel de León Domínguez durante su intervención en 1993, que está considerada una de las mejores obras salidas de la gubia del escultor manchego de nacimiento, y sevillano de formación Martín de Andújar Cantos, y que forma parte del patrimonio histórico artístico de la parroquia matriz del Apóstol Santiago de la villa de Los Realejos, en Tenerife, Islas Canarias, España.

## Historia
Tras regresar a Tenerife después de haber estado trabajando en Santa Cruz de la Palma, y después de establecerse en la Villa de Garachico, Martín de Andújar recibe el encargo de los hermanos de la Tercera orden de San Francisco radicados en el Convento de Santa Lucía de El Realejo, de tallar una imagen de Cristo con la Cruz a cuestas, y otra de Ntra. Sra. de Los Afligidos, imágenes que ya habían sido entregadas a los comitentes con anterioridad al día 11 de junio de ese mismo año, según consta en declaración firmada ese mismo día, y que expone lo siguiente:  "…dixeron que dos insignias, una del sto Christo Nazareno y otra de Nuestra Señora de los Afligidos que están en dho convento, los hermanos terceros de la Orden de S. Francisco y hermanos de la Cuerda que son en el dicho convento las hicieron con sus limosnas, que han dado y que darán, y que son de los dhos hermanos, y el dho convento no ha dado para ello cosa alguna".
Aunque la pieza no está firmada por el autor, según la costumbre de la época, el Doctor Núñez de la Peña descubre un documento en el que el 18 de mayo de ese mismo año, al visitar el taller de Andújar en la Villa de Garachico el Párroco de San Marcos de Icod de los Vinos Alonso de Ocampo Sarmiento y el Maestre de Campo Blas de Alzola y Torres, con la intención de contratar la hechura del conjunto de piezas necesarias para realizar la procesión del Vía Crucis, quedan gratamente impresionados por El Nazareno, y hacen constar que el que encargan para Icod ha de ser semejante en forma y proporciones al de los franciscanos del Realejo, hecho que viene a aclarar la autoría de esta imagen, importantísima dentro de la Historia del Arte en Canarias.
Desde su llegada al Templo Conventual de Santa Lucía, el culto a El Nazareno se vincula rápida y directamente a la parroquia matriz del Apóstol Santiago, a cuyo templo prosesiona en la mañana de cada Viernes Santo. Así, en el primer Libro de Difuntos de la parroquia, que en realidad es un diario en el que los beneficiados toman nota de todo servicio que realizaban; se recoge, con fecha de 8 de abril de 1667 "…se hizo por la mañana la procesión con El Nazareno hasta esta parroquia…".
Pero el culto a El Nazareno en el Convento pasaría por momentos muy malos. Durante algunos años la procesión del Viernes Santo deja de realizarse, y El Nazareno permanece en el Templo Conventual sin haber constancia de que recibiera culto alguno.
Ya en el siglo XIX, tras el proceso de desamortización llevado a cabo por los políticos Juan Álvarez Mendizábal y Pascual Madoz Ibáñez y mediante el cual se enajenaron las tierras y bienes en poder de las Órdenes Religiosas, se produjo la consiguiente expulsión de los frailes; El Nazareno pasa definitivamente al templo parroquial del Apóstol Santiago por petición del Beneficiado D. Antonio Martín. Ese mismo año, el 9 de abril de 1852, Viernes Santo, se celebra por vez primera la Procesión del Calvario hasta el barrio de San Benito, tal y como sigue realizándose en la actualidad.

## Descripción
El Nazareno es una talla en madera de bulto redondo, sobre la que se colocan, con el objetivo de dar un mayor realismo a la obra, unas vestiduras de terciopelo, y que a pesar de ello, muestra una anatomía completamente trabajada, teniendo únicamente policromadas las partes visibles. 
Representa dramáticamente a Cristo totalmente encorbado bajo el peso la Cruz, cruz también tallada en madera y policromada, que carga sobre el hombro izquierdo; coronado de espinas, camino del Calvario. Su rostro expresa el marcado patetismo y la dulzura propios de las imágenes de pasión del XVII.
Adaptándose perfectamente a lo acostumbrado en las Islas Canarias, y a diferencia de lo típico en la imaginería península, en vez de lucir las típicas tres potencias, lleva sobre su cabeza una aureola o nimbo circular y excéntrico, realizado en plata repujada.

## La Franciscana Cofradía del Nazareno

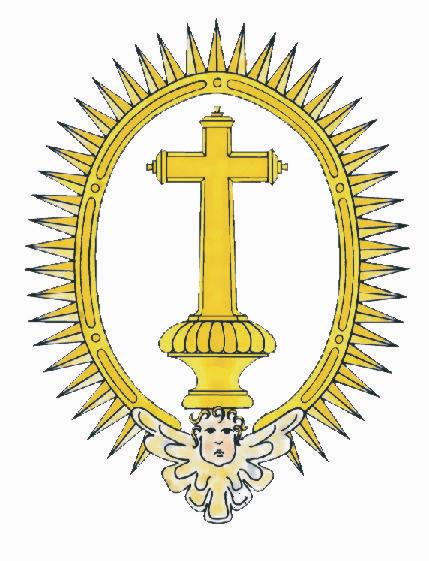
Emblema de la Franciscana Cofradía del Nazareno.

El Domingo 7 de abril de 1991, estando ocupada la Sede Episcopal de la Diócesis Nivariense por el Obispo D. Damián Iguacén Borau, y siendo párroco de la parroquia matriz del Apóstol Santiago el sacerdote D. Antonio Hernández Oliva, se funda la Cofradía del Nazareno, corporación que tiene como fin el "...trabajar por el cuidado y conservación del culto a El Nazareno". 

Sus normas estatutarias fueron aprobadas por vez primera siendo vicario general del Obispado de San Cristóbal de La Laguna Mauricio González González con fecha 7 de marzo de 1994, "...encontrándolos conforme a Derecho y a las Normas dadas por el Excmo. y Rvdmo. Sr. Obispo de la Diócesis con fecha 14 de febrero de 1987 en el Estatuto Marco".

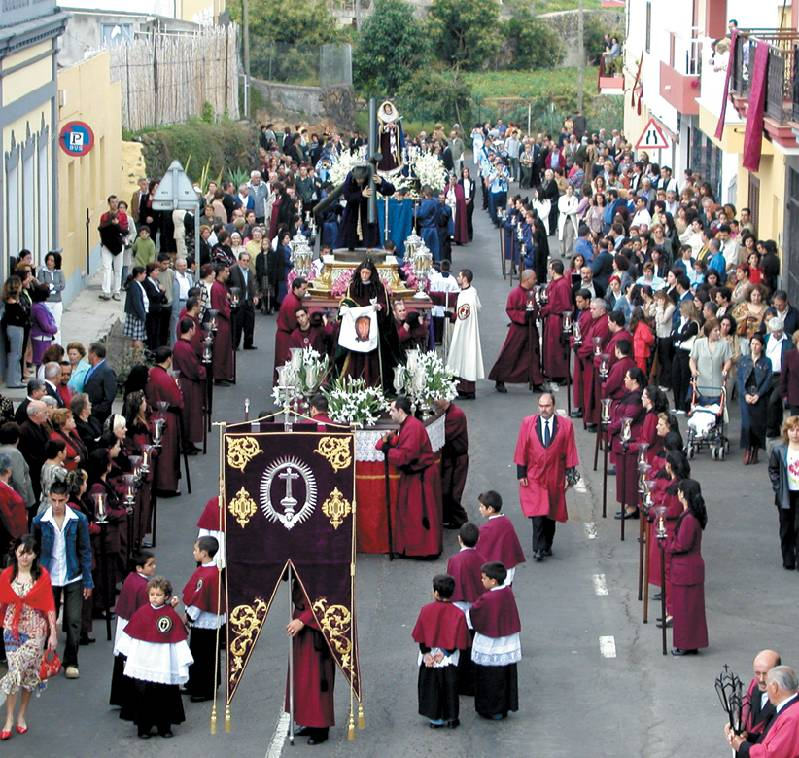
La Franciscana Cofradía del Nazareno en la procesión del Encuentro

Reside esta cofradía en la parroquia matriz del Apóstol Santiago, en cuyo templo recibe culto la Venerada Imagen Titular.
Tiene como emblema una Cruz que descansa sobre la cabeza de un querubín, y de cuyas alas parte un sol que la rodea, y que fue tomado de un antiguo bastón de mando, labrado en plata en el siglo XVII, que perteneció a la antigua cofradía de la Vera Cruz que existió en la parroquia hasta el siglo XIX.
El 13 de junio de 1996, le fue concedido a esta Cofradía, atendiendo a los méritos históricos de su Titular, la carta de Hermandad y Título de Franciscana Cofradía, dado en el convento de San Antonio de Padua de la ciudad de Sevilla, por el entonces ministro provincial de la Provincia Bética Franciscana, Padre Fray Guillermo Cerrato Chamizo, convirtiéndose en la primera cofradía de ambas diócesís canaria, en ostentar este título.
La uniformidad adoptada por los hermanos cofrades de la Franciscana Cofradía del Nazareno consta, en los varones, de túnica granate, ceñida a la cintura con el cordón franciscano. Las señoras visten traje de falda y chaqueta de la misma tela y color, yendo cubiertas con el típico velo de blonda color negro. Todos portan al cuello la medalla emblema de la corporación.
El cuerpo de acólitos va ataviado con sotana negra y roquete blanco, sobre ambos, lucen una esclavina de la misma tela que los hermanos. En el pecho, un distintivo bordado con el emblema de la cofradía.

## Patrimonio musical
- "Nazareno Realejero".

Esta marcha lenta de 1996, primera Marcha Procesional dedicada al titular de esta Franciscana Cofradía es obra del músico sevillano Juan José Puntas Fernández, quien la compone por encargo de la Franciscana Cofradía del Nazareno, y en honor a su Sacro Titular, siendo estrenado durante la Cuaresma de 1997 por la Banda de Música de la Agrupación Musical Cruz Santa de Los Realejos, en la actualidad es una de las marchas más interpretadas en la Semana Santa del norte de Tenerife.

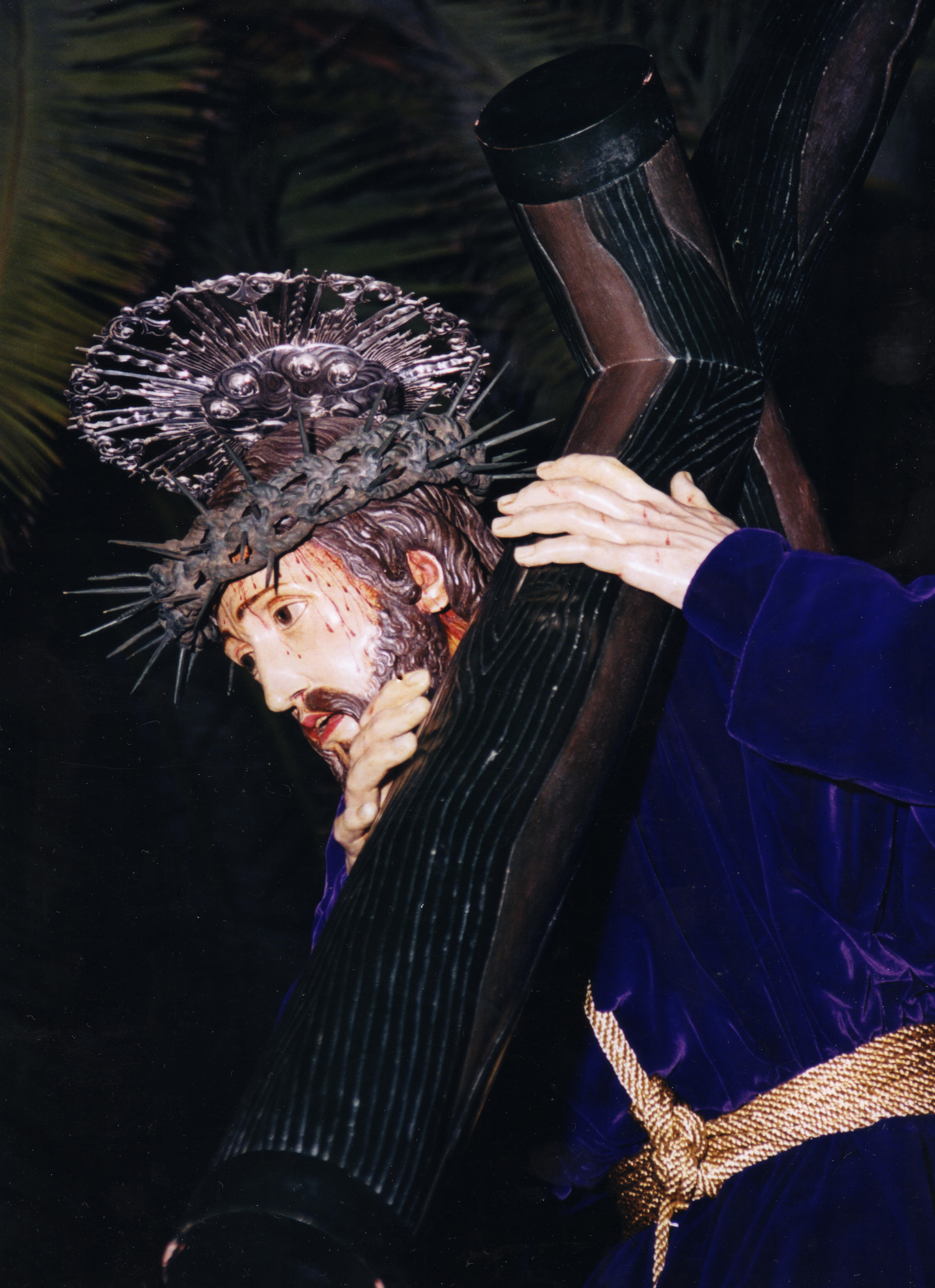
El Nazareno. Martín de Andújar Cantos (1637).

Por tal motivo, y como muestra de agradecimiento, la Franciscana Cofradía concede, en 1997, el título de "Cofrade de Honor" al Compositor Juan José Puntas Fernández.
- "Nazareno de Santa Lucía".

En 1997, la segunda marcha procesional en sumarse al patrimonio musical de la Franciscana Cofradía del Nazareno estando dedicada igualmente a su Sacro Titular, fue compuesta por el músico cordobés José Molina Comino, natural del municipio de Priego de Córdoba, actualmente es director de la Banda de Música de Almedinilla, y miembro de la Sociedad General de Autores de España SGAE.
Su título "Nazareno de Santa Lucía", viene a hacer referencia a los orígenes de El Nazareno, el cual recibió culto por vez primera en el desaparecido Templo Conventual de Santa Lucía que los franciscanos fundaron en 1610.
"Nazareno de Santa Lucía" comienza con un tutti de metales en la tonalidad de do menor en fortísimo que pretende simbolizar "repite añadiéndole el viento-madera en forma de contrapunto-fuga. A continuación comienza un tema tranquilo el anuncio de la sentencia firme de Poncio Pilatos, sin embargo, se utiliza el modo menor como contrapunto, poniendo música "al error histórico cometido". Esta fanfarria utiliza las figuras musicales de negra-corchea con puntillo más semicorchea para acentuar el carácter rítmico. Después de una repetición, el tema se y doloroso dolce y legato narrando la soledad, tristeza y angustia de Cristo en su camino al Calvario. 
Continua la obra con la inclusión de un tiempo de "Campanilleros" para recordar la procedencia de la Cofradía. Es un tiempo movido con aires canarios. Se repite el tema principal y como antesala se incluye un puente con la misma forma musical del principio pero intercalando modos mayor y menor para llegar al trío final. 
El trío se desarrolla con calma y placidez en modo mayor, usando una melodía con progresiones ascendentes en intervalos de tercera, arpegios de dominante y escala pentatónica. Esta melodía describe las apariciones de la resurrección y las palabras de fe y esperanza pronunciadas por Jesús a sus discípulos. Concluye la obra con una repetición final en forte y legato acompañada de un contrapunto vivo y melódico.
- "Abrid paso al Nazareno".

La Franciscana Cofradía del Nazareno, puesta en contacto en 2008 con el músico onubense, teniente coronel Abel Moreno Gómez, director de la Banda de Música del Regimiento Inmemorial del Rey n.º 1, encarga la composición de una nueva Marcha, en este caso una Marcha Fúnebre que titulada "Abrid Paso al Nazareno" es entregada a la Cofradía para su estreno en noviembre del mismo año. 
Según el autor, "Su introducción ... escrita en modo menor, se rompe una primera vez para dar entrada a las trompetas que anuncian el paso de El Nazareno, sobre las que podríamos oír las palabras del título, ¡Abrid paso al Nazareno!. Avanza de nuevo la comitiva con la música fúnebre que se vuelve a romper con el sonido de las trompetas. Cuando estas terminan aparece ya el ritmo de marcha con el motivo principal sin interrupción.
El segundo tema es comenzado por los metales y respondido por los instrumentos graves que indican el paso cansino de la procesión. Estas partes fuertes son interrumpidas por una melodía interpretada por las maderas. Todo este fragmento se repite para dar paso de nuevo al primer tema que nos conduce al Trío.
En este trío se reconocerá una melodía canaria muy conocida, tratada sin embargo con un estilo muy suave y melódico. Cuando repite el tema en fuerte se puede oír de fondo un contrapunto que enriquece el trío. Al final las trompetas anuncian que la procesión ha terminado".
Esta marcha, ha sido publicada por el periódico El Correo de Andalucía y dentro de una colección de 16 discos titulada "Abel Moreno: Antología" habiendo sido grabada por la Banda del Regimiento Inmemorias del Rey n.º 1, bajo la dirección del propio compositor.
- "Semana Santa en Los Realejos".

Es a principios del mes de noviembre del año 2008 cuando, miembros de la Franciscana Cofradía del Nazareno y siempre a título personal, se dirigen al compositor sevillano D. Francisco Pastor Bueno, músico que está considerado como uno de los principales exponentes de la música andaluza, y no solo en el ámbito de la música cofrade, pues en su catálogo constan obras para música de cámara, piano, violonchelo, cuartetos de viento, orquesta, y por supuesto, bandas de música; y le hacen el encargo de componer una marcha procesional dedicada a El Nazareno, y a su Franciscana Cofradía, y que a petición de los cofrades llevará por título “Semana Santa en Los Realejos”, y lleva, dentro del catálogo personal del autor el cardinal Op. 35.
Se trata de una “marcha lenta de carácter dulce y solemne” que se adapta perfectamente al estilo que identifica la producción musical del compositor.
La partitura de la marcha fue entregada a la banda municipal de música de Coria del Río, formación que sería la encargada de estrenar dicha pieza en presencia del autor, y dirigida por este, durante el concierto que cada año, durante la Cuaresma, programa dicha formación musical, y que en esta ocasión tuvo lugar en el templo parroquial de Ntra. Sra. de la Estrella.
- "El Nazareno".

De Antonio Hanna Rivero.

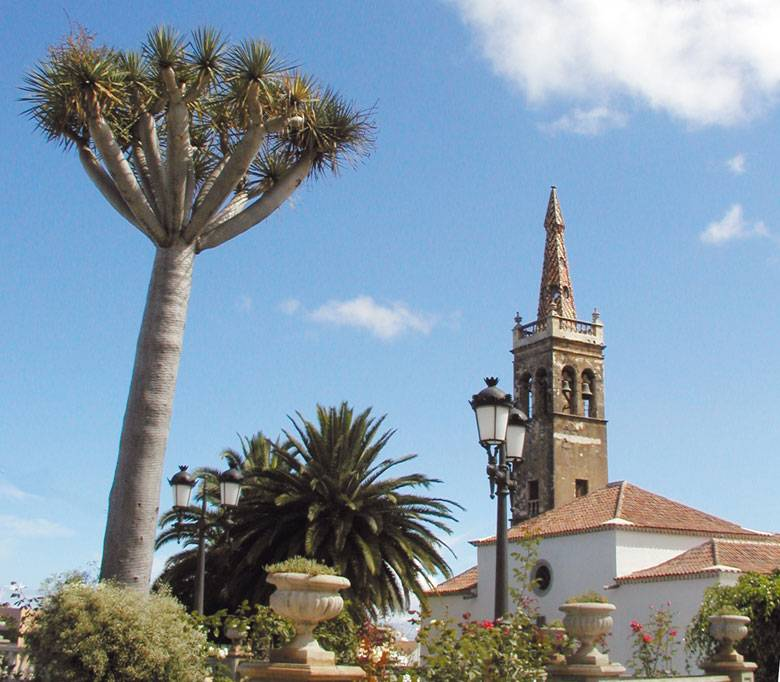
Parroquia Matriz del Apóstol Santiago. 1496. Primer templo cristiano de la Isla de Tenerife

- "Procesión del Encuentro en Realejo Alto".

De Arístides Pérez Fariña.
- "Franciscana Cofradía del Nazareno".

De Eugenio Gómez García.
- "El Señor".

De Jesús Agomar González Guillama.
Esta marcha dedicada a la Franciscana Cofradía del Nazareno de la parroquia matriz del Apóstol Santiago fue compuesta por encargo de la misma en 2010 y estrenada por la Agrupación Musical Cruz Santa en concierto celebrado en el templo parroquial del Apóstol Santiago de Los Realejos durante la Cuaresma de 2012 lleva por título "El Señor" ya que este era el nombre con el que, cariñosamente, los viejos del lugar hacían referencia a la Bendita Imagen de El Nazareno. 
La Marcha forma parte del Primer Trabajo Discográfico de la Agrupación Musical Cruz Santa, en el que, con el Título "Acordes de Ayer y Hoy" la formación musical crusantera recoge 8 composiciones de músicos realejeros de todas las épocas, siendo "El Señor" una de las tres composiciones de D. Jesús Agomar Glez. Guillama que forman parte del mismo. 
- "El Siervo de Yahvé".

De Ferrer Ferrán. Tal y como explica el autor en la partitura: Unos toques de corneta anuncian el comienzo de la franqueza, una melodía sincera, pulcra y con una hermosura atrayente. 
Su parte central y triunfal gozan de la seguridad que hace conducir a la bonita melodía última, que rematada con un complaciente contrapunto, remata esta hermosa marcha, que deja satisfacción y felicidad.
- "Pasa El Nazareno".

De José Rafael Pascual-Vilaplana.
- "Nazareno, Señor de Los Realejos".

De José Luis Peiró Reig.
- "Iesus Nazarenus: Rex Regum".

Marcha procesional, número 13 dentro del patrimonio musical de la Franciscana Cofradía del Nazareno obra del músico realejero Sergio Enrique Díaz Lorenzo que dedicara además de a la memoria de sus padres, a esta Franciscana Cofradía y que fue estrenada por la Agrupación Musical Cruz Santa durante su XXI Ciclo de música procesional en el templo parroquial de la Sta. Cruz, del barrio realejero de la Cruz Santa.
- "El abrazo de la Cruz".

Número 14 de entre las marchas dedicadas a El Señor de Los Realejos. En este caso se trata de una marcha fúnebre compuesta por el joven realejero Borja Romero González, miembro de la Agrupación Musical Cruz Santa y de la Franciscana Cofradía del Nazareno. En palabras de compositor "El abrazo de la Cruz ... comienza en la tonalidad de Do menor, con un motivo principal en piano en las maderas, mientras la armonía acompaña con notas largas. Es en este momento cuando Jesús establece contacto visual con la cruz por primera vez. Sabe cuál es su destino y la agonía que le espera.
Comienza el ritmo de procesión. Jesús ya va camino del Calvario. El tema escogido es de carácter melancólico, interpretado por los clarinetes, los fliscornos y los saxofones altos, al que se van añadiendo flautas, requinto y oboes con el relleno armónico arpegiado.
El acorde de dominante sirve para que la banda realice un crescendo progresivo que llega a la repetición del tema en mezzo forte. En este momento aparecen dos contracantos: el primero lo realizan los saxofones tenores y los bombardinos con un motivo de negras que se complementa con el segundo, que lo interpretan las trompas.
Una modulación nos lleva hasta la tonalidad de Sol menor, donde se produce el fuerte de bajos con un acompañamiento de las maderas algo inusual desde el punto de vista rítmico. Jesús está siendo crucificado. Los martillazos, representados en los instrumentos graves y en la percusión, contrastan con los gritos de dolor del reo, que se representan en las trompetas con notas largas.
La relajación que produce el acorde de tónica  al que nos lleva la modulación a Do Mayor quiere ejemplificar el momento de la expiración. ‘Consummatum est’. Todo está cumplido. Ya no hay dolor. Queda aguardar la Resurrección. Por eso, el tema con el que termina la marcha es mucho más sereno y esperanzador que los que se han escuchado hasta el momento, que se repite en forte con un contrapunto non legato en trompas, bombardinos y saxofones tenores."